# Peter To Rot
Peter To Rot, född 5 mars 1912 i Neu Pommern, Tyska Nya Guinea, död 7 juli 1945 i Rakunai, Niu Briten, var en papuansk romersk-katolsk lekman och martyr. Han vördas som salig i Romersk-katolska kyrkan, med minnesdag den 7 juli.

## Biografi
Peter To Rot tjänade som kateket i sin hemby. År 1936 gifte han sig med Paula Ia Varpit. År 1942, under andra världskriget, ockuperades Papua Nya Guinea av japanerna. Peter To Rot försvarade den katolska tron och de katolska värdena mot de japanska ockupanterna och anordnade gudstjänster trots förbud från ockupationsmakten. To Rot blev angiven och greps av japansk polis, som torterade honom. Han dömdes till två månaders fängelse att avtjänas i ett koncentrationsläger. I juli 1945 fick han en dödlig injektion. Då man såg att giftet inte verkade snabbt nog, blev han ihjälslagen.
Peter To Rot saligförklarades av påve Johannes Paulus II den 17 januari 1995.